# Sonoma squamishorum
Sonoma squamishorum (лат.) — вид жуков-ощупников (Pselaphinae, надтриба Faronitae, триба Faronini). Обитает в Северной Америке (Канада, Британская Колумбия, Ванкувер, Парк Стэнли, Merilees Trail). Мелкие коротконадкрылые жуки, длина оранжево-коричневого тела 1,68-1,76 мм. Глаза хорошо развиты (содержат примерно по 60 омматидиев). Усики 11-члениковые (третий членик самый маленький), нижнечелюстные щупики состоят из 4 сегментов. Надкрылья имеют примерно одинаковую длину и ширину. Сверху видимы 5 тергитов брюшка (снизу 7 стернитов у самок и 8 стернитов у самцов). Лапки с двумя коготками. Вид был впервые описан в 2009 году и назван по имени племени индейцев Скуомиш (Squamish), проживавших в местах обнаружения типовой серии (Парк Стэнли ныне входит в черту города Ванкувера). Sonoma squamishorum наиболее сходен с видами S. grandiceps Casey, 1893 и S. tehamae Chandler, 2003 известных из Калифорнии.